# Pawel Iwanowitsch Batow

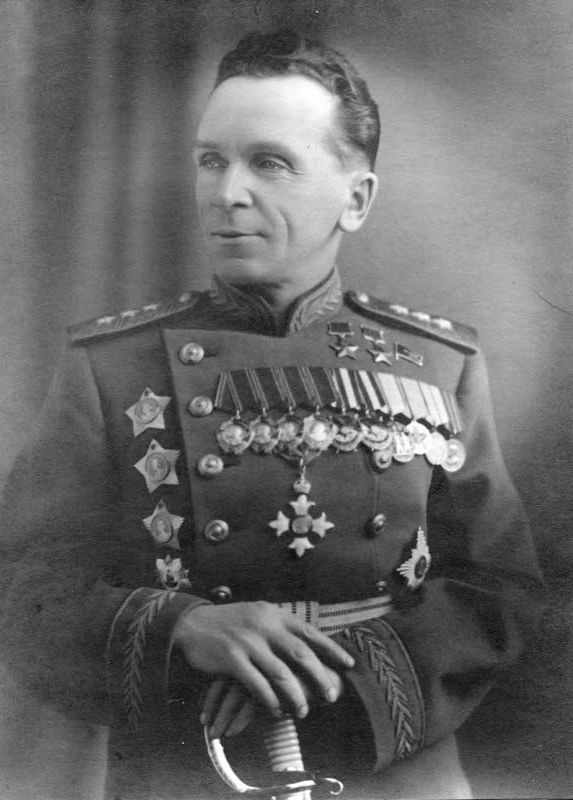
Pawel Iwanowitsch Batow

Pawel Iwanowitsch Batow (russisch Павел Иванович Батов; * 20.jul. / 1. Juni 1897greg. in Filissowo, Ujesd Rybinsk, Gouvernement Jaroslawl; † 19. April 1985 in Moskau) war ein sowjetischer Armeegeneral und im Zweiten Weltkrieg zweimaliger Held der Sowjetunion. Von 1945 bis 1949 war er Kommandeur der Besatzungstruppen in der Sowjetischen Besatzungszone.

## Leben
Batow wurde 1897 als Sohn eines Bauern in der heutigen Oblast Jaroslawl geboren. Während des Ersten Weltkrieges wurde er 1915 in die zaristischen Armee einberufen, im Herbst 1916 am Kopf schwer verletzt und im Verlauf des Krieges wegen Tapferkeit mit zwei Kreuzen des Orden des Heiligen Georg ausgezeichnet. Im Frühjahr 1917 kam er zur Rehabilitierung nach Petrograd, wo ihn der Agitator A. Sawkow mit der Bewegung der Bolschewiken bekannt machte. 1918 trat Batow während des Russischen Bürgerkrieges der Roten Armee bei und rückte vom MG-Schützen, über den stellvertretenden Zugführer, zum Kommandeur größerer Truppenverbände auf. 1920 fungierte er als Assistent im Kommando des Rybinsker Militärausschusses. Im Rahmen des 320. Schützenregimentes führte er zur Befreiung der Krim eine Kompanie gegen die Weißgardisten unter Baron Wrangel. Von Januar 1922 bis Januar 1932 diente er in vielfachen Funktionen bei der 18. Schützendivision, die im Raum Jaroslawl stationiert war. 1927 absolvierte er den Schießkurs „Wystrjel“ an der höheren Akademie des Generalstabs für höhere Offiziere. 1929 trat er in die Kommunistische Partei der Sowjetunion ein und absolvierte 1932 die Frunse-Militärakademie in Moskau. Danach wurde er Bataillonsführer, bald darauf Regiments-Kommandeur der renommierten 1. Proletarischen Moskauer-Schützendivision. 1936 zum Oberst befördert, diente er unter dem Pseudonym „Fritz Pablo“ im Spanischen Bürgerkrieg als Stabschef unter General Pal Lukacz (eigentlich Máté Zalka) und in der XII. Internationalen Brigade (später unter General Lister) bei den Kämpfen um Madrid. Er führte in der Schlacht von Teruel und am Jarama, zusammen mit Rodimzew bei Guadalajara und später an der Front in Aragon, wo er wieder verwundet wurde. Im Dezember 1937 erfolgte Batows Rückkehr in die Sowjetunion, wo er zum Brigadegeneral ernannt wurde. Während der Invasion in Ostpolen im September 1939 führte er als Divisionsgeneral eine Schützendivision beim 3. Schützenkorps, die später an die finnische Front verlegt wurde. In der zweiten Phase des Finnisch-sowjetischer Winterkrieges (Februar bis März 1940) kämpften seine Truppen bei der 13. Armee in Karelien. Für seine Verdienste in Finnland wurde Batow am 3. November 1940 zweitmalig der Lenin-Orden verliehen. Am 4. Juni 1940 wurde er zum Generalleutnant befördert, anschließend wurde er als stellvertretender Kommandeur in den Militärbezirk von Transkaukasien abkommandiert.

### Im Deutsch-Sowjetischen Krieg
Batow war bei Ausbruch des Operation Barbarossa bei der Südfront Kommandeur des selbständigen 9. Schützenkorps und stellvertretender Kommandeur aller Bodentruppen auf der Halbinsel Krim. Von Juli 1941 bis Januar 1942 wurde er zum stellvertretenden Kommandeur der 51. Armee der Krimfront ernannt und führte die Evakuierung der Halbinsel Kertsch durch. Von Januar bis Oktober 1942 war er Kommandant der 3. Armee, im September 1942 fungierte er als Stellvertreter Konstantin Rokossowskis als Kommandant der Brjansker Front. Vom 14. bis zum 23. Oktober 1942 war Batow kurzzeitig Kommandeur der neu formierten 4. Panzerarmee. Diese Armee wurde bald in 65. Armee umbenannt und Rokossowskis Donfront bei Kletskaja zugeteilt. Batows Armee beteiligte sich während der Schlacht um Stalingrad an der Operation Uranus und der Befreiung der Stadt.
Nach dem Sieg am Don-Abschnitt wurde die 65. Armee nach Nordwesten zur Zentralfront verlegt. Während der Schlacht im Kursker Bogen (Juli 1943), hielten seine Truppen am westlichen Frontbogen bei Dmitrijew-Lgowski die Defensive gegenüber der bei Sewsk konzentrierten deutschen 2. Armee. Von August bis Oktober 1943 erzwang die 65. Armee die Übergänge an den Flüssen Sew, Desna, Sosch und Dnjepr. Batows Armee nahm im Juni 1944 im Verband der 1. Weißrussische Front an der strategischen Operation Bagration im südlichen Weißrussland teil. Seine Truppen überwanden die deutsche Front südlich Bobruisk trotz sumpfiges Geländes erfolgreich mit Knüppeldämmen und anderen technischen Gerät. Für seine Leistung bei der Einkesselung der deutschen 9. Armee wurde Batow am 29. Juni 1944 zum Generaloberst befördert. Die 65. Armee überquerte den Bug am 22. Juli und stieß bis Anfang September nördlich von Warschau zum Narew-Abschnitt durch. Rokossowskis Armeen wurden derweil in 2. Weißrussische Front umbenannt und starteten am 12. Januar 1945 während der Mlawa-Elbinger Operation aus den Narew-Brückenkopf von Pultusk den Durchbruch zur Ostsee. Im Februar 1945 nahmen Batows Truppen an der Ostpommern-Operation teil und verlegten danach zur Schlussoffensive an die nördliche Oder. Im April überschritten sowjetische Einheiten der 2. Weißrussischen Front südlich von Stettin die Oder und erreichten sehr schnell Ostmecklenburg. Bis zum Morgen des 28. April standen sowjetische Truppen, u. a. das 3. Gardepanzerkorps, bereits im Raum Feldberg. Zur gleichen Zeit zwangen Truppen der 69. Schützendivision die deutsche 281. Infanteriedivision bei Woldegk zum Rückzug nach Nordwesten. Erste sowjetische Panzer erreichten noch am gleichen Tag das Stalag II A in Höhe Fünfeichen. Am 29. April begann von Süden her der Vormarsch auf Neubrandenburg. Auch aus östlicher Richtung drangen Teile des 2. Schützenbataillons entgegen der eigentlichen Befehle in die Stadt ein. Die zuvor im März durch den Volkssturm eingerichteten Verteidigungsstellungen erwiesen sich aufgrund des hohen Tempos der sowjetischen Verbände als wirkungslos. Bis zum Nachmittag war Neubrandenburg eingenommen. Noch am 29. April und dem Tag danach kam es zu großen Zerstörungen innerhalb der Stadtmauern. Zahlreiche Brände wurden gelegt, welche nur um die 20 Prozent der Gebäude in der Innenstadt überstanden.

### Nachkriegszeit
Nach Ende des Krieges befehligte Batow bis 1949 Besatzungstruppen der Roten Armee in der Sowjetischen Besatzungszone, zunächst die 7. mechanisierte Armee und ab Oktober 1946 die daraus kleiner strukturierte 7. Panzerdivision. 1950 absolvierte er einen fehlenden Führungskurs an der höheren Woroschilow-Militärakademie und übernahm danach die Führung der 11. Gardearmee. Am 10. März 1955 war er zum Armeegeneral aufgestiegen und erhielt den Oberbefehl über den Militärbezirk Karpaten.
Unter seinem Befehl rückten 1956 russische Truppen in das aufständische Ungarn ein. Der Widerstand in Ungarn war stark, die politische Führung in Moskau schwankte zwischen Zuschlagen und Nachgeben. Als sein ungarischer Gegenspieler Oberst Pál Maléter zum Verteidigungsminister befördert wurde, zogen Batows Truppen wieder ab.
Im April 1958 kommandierte er die Truppen des Baltischen Militärbezirks. Im November 1959 fungierte er kurzzeitig als Militärberater der chinesischen Volksbefreiungsarmee. Armeegeneral Batow wurde im September 1962 zum stellvertretenden Stabschef der sowjetischen Armee und im folgenden Monat zum Chef des Stabes der Vereinigten Streitkräfte des Warschauer Paktes bestellt. Von 1970 bis 1981 war er Vorsitzender des Komitees der Kriegsveteranen. Im Laufe seines Lebens schrieb er sechs Bücher, welche sich mit seinen Tätigkeiten im Weltkrieg befassten. Batow hatte mit Jozefa Semjonowna zwei Töchter – Margaret und Galina – und starb nach langer schwerer Krankheit 1985 in Moskau. Sein Tod wurde erst am Tage nach seiner Beisetzung am Nowodewitschi-Friedhof öffentlich bekanntgegeben.